# Едишкуль
Едишкуль (Едичкуль) (тур. Cedişkul)? Едичукульская орда — историческая область Украины, расположенная к югу от Запорожья на восточном берегу Днепра. 

## История
Ныне это территории севера Херсонской и юго-запада Запорожской областей. Названа от одноимённой ногайской орды (едичкульской), кочевавшей здесь в XVIII веке, с 1728 года. Южнее кочевий Едишкульской Орды располагался Джамбайлук. Административно Едишкуль входил в состав Крымского ханства, границы Едичкуля были окончательно оформлены после Русско-Турецкой войны 1735-1739 годах. По итогам Русско-турецкой войны 1768-1774 годов, территория вошла в состав Российской империи, ногайцы в 1771 году откочевали на Кубань. Едишкульская орда была разгромлена в ходе подавления ногайского восстания на Кубани в 1783 году, остатки едишкульцев ушли в Турцию.
В литературе также упоминались караногай-едишкульские ногайцы.